# Episodi di Inazuma Eleven (terza stagione)
La terza saga dell'anime Inazuma Eleven è quella tratta dal terzo videogioco della serie. Conta 60 episodi corrispondenti agli episodi dal 68 al 127 della prima serie. È l'ultima saga della prima serie ed è seguita dalla seconda serie: Inazuma Eleven GO. È stata trasmessa in Giappone su TV Tokyo dal 3 febbraio 2010 al 27 aprile 2011.
In Italia è intitolata Inazuma Eleven - Le nuove sfide ed è stata trasmessa da Disney XD dal 14 aprile 2011 con diverse pause; la trasmissione si è interrotta dopo l'episodio 116, trasmesso il 29 giugno 2012. Questa parte della serie viene trasmessa in chiaro su Rai 2 dal 21 gennaio 2012, e dal 13 al 27 luglio 2012 sono stati trasmessi su tale canale in prima visione gli episodi dal 117 alla fine. Tali episodi sono stati trasmessi anche su Disney XD dal 17 settembre 2012.
La serie è preceduta da Inazuma Eleven 2 e seguita da Inazuma Eleven GO.
| Nº  | Titolo italiano Giapponese 「Kanji」 - Rōmaji - Traduzione letterale | In onda           | In onda          |
| Nº  | Titolo italiano Giapponese 「Kanji」 - Rōmaji - Traduzione letterale | Giapponese        | Italiano         |
| 68  | La partita decisiva 「集結! 日本代表!!」 - Shūketsu! Nippon daihyō!! – "Adunata! Delegazione del Giappone!!" | 3 febbraio 2010   | 14 aprile 2011   |
| 68  | Iniziano le selezioni per i giocatori che rappresenteranno il Giappone ai mondiali. Nelly Raimon lascia la squadra per effettuare delle ricerche sul nonno di Mark. |                   |                  |
| 69  | La partita per la nazionale 「誕生! イナズマジャパン!!」 - Tanjō! Inazuma Japan!! – "Nascita! Inazuma Japan!!" | 10 febbraio 2010  | 15 aprile 2011   |
| 69  | La squadra di Mark batte 3-2 la squadra di Jude e vengono scelti i sedici titolari dell'Inazuma Japan per partecipare al Football Frontier International: Mark, Tod, Jack, Hurley, Scott, Darren, Caleb, Archer, Austin, Jude, Nathan, Jordan, Xavier, Shawn, Axel e Thor. |                   |                  |
| 70  | L'allenatore misterioso 「呪われた監督!」 - Norowareta kantoku! – "Diretti dal maledetto!" | 17 febbraio 2010  | 9 maggio 2011    |
| 70  | L'Inazuma Japan ha un nuovo allenatore che si chiama Percival Travis. Lui fa allenare la squadra molto duramente, ma Celia ha seri dubbi su questo nuovo allenatore e quindi va ad indagare. |                   |                  |
| 71  | La partita inaugurale! 「開幕! 世界への挑戦!!」 - Kaimaku! Sekai e no chōsen!! – "Sipario! Sfida al mondo!!" | 24 febbraio 2010  | 10 maggio 2011   |
| 71  | Inizia il Quarto di Finale tra Giappone ed Australia. Quest'ultima è in vantaggio di 1-0 grazie al Megalodonte di Joe Dawes. |                   |                  |
| 72  | L'esordio di Austin 「ビッグウェイブを乗り越えろ!」 - Biggu Weibu o norikoero! – "Supereremo la Big Wave!" | 3 marzo 2010      | 11 maggio 2011   |
| 72  | La Inazuma Japan batte i Big Waves per 2-1 grazie al Tifone di Hurley ed all'Avvitamento Esplosivo di Axel. Mark evolve il suo Pugno di Giustizia G2 nel Pugno di Giustizia G3. |                   |                  |
| 73  | Il segreto di Austin 「灼熱の戦士! デザートライオン!!」 - Shakunetsu no senshi! Dezāto Raion!! – "I guerrieri del calore torrido! Desert Lion!!" | 10 marzo 2010     | 12 maggio 2011   |
| 73  | Inizia la semifinale tra Giappone e Qatar. Il Giappone è in vantaggio grazie alla Parabola Micidiale di Nathan ed alla Meteora Dirompente di Xavier. |                   |                  |
| 74  | È ora di svegliarsi Austin 「眠れる虎! 目覚める時!!」 - Nemureru tora! Mezameru toki!! – "Tigre dormiente! Ora di svegliarsi!!" | 17 marzo 2010     | 8 maggio 2011    |
| 74  | Il Giappone accede alla finale sconfiggendo il Qatar per 3-2. La rete della vittoria sarà siglata da Austin Hobbes con il Ruggito della Tigre. |                   |                  |
| 75  | Un duro confronto tra Mark e Archer! 「真剣勝負! 円堂と飛鷹!!」 - Shinken shōbu! Endō to Tobitaka!! – "Combattimento serio! Endō e Tobitaka!!" | 31 marzo 2010     | 13 maggio 2011   |
| 75  | Mark scopre che Archer era un gangster che utilizzava i calci per combattere. Così Hillman decise di farlo entrare in squadra. Mark inizierà quindi a conoscerlo. |                   |                  |
| 76  | Gli avversari più duri 「代表交代!? 最強の挑戦者たち!!」 - Daihyō kōtai!? Saikyō no chōsen-sha-tachi!! – "Rappresentativa di rimpiazzo?! I più forti sfidanti!!" | 7 aprile 2010     | 22 maggio 2011   |
| 76  | Inizia una nuova partita fra titolari per decidere chi continuerà il posto del Giappone in nazionale. La Neo Japan, squadra avversaria, è in vantaggio di 1-0 col Calcio Interdimensionale V2 di Turner. |                   |                  |
| 77  | La partita più importante 「究極対決! 久遠ジャパンVS瞳子ジャパン!!」 - Kyūkyoku taiketsu! Kudō Japan tai Hitomiko Japan!! – "Resa dei conti finale! Kudō Japan VS Hitomiko Japan!!" | 14 aprile 2010    | 22 maggio 2011   |
| 77  | L'Inazuma Japan batte la Neo Japan per 2-1 grazie alla Tormenta di Fuoco di Axel ed all'Ariete Inazuma V2 di Mark, Jude e Axel che sfonda la "Vera" Muraglia Infinita avversaria. |                   |                  |
| 78  | Il segreto di Cammy 「冬花の究極奥義大作戦!!」 - Fuyuka no kyūkyoku ōgi dai sakusen!! – "La grande operazione finale segreta di Fuyuka!!" | 21 aprile 2010    | 22 luglio 2011   |
| 78  | Camelia passa un po' di tempo con Mark per potersi ricordare di lui. |                   |                  |
| 79  | Una scelta dolorosa 「豪炎寺の決意!」 - Gōenji no ketsui! – "La determinazione di Gōenji!" | 28 aprile 2010    | 29 novembre 2011 |
| 79  | Il padre di Axel commissiona con Hillman di togliere il figlio dalla nazionale per permettergli di andare a studiare in Germania e diventare così un dottore. |                   |                  |
| 80  | Allenamento nel fango 「最後の試合」 - Saigo no shiai – "L'ultima partita" | 5 maggio 2010     | 30 novembre 2011 |
| 80  | Il padre di Axel concede al figlio di giocare la finale del Torneo Continentale. |                   |                  |
| 81  | Una decisione inaspettata 「アジア最強! ファイアードラゴン!!」 - Ajia saikyō! Faiā Doragon!! – "I più forti dell'Asia! I Fire Dragon!!" | 12 maggio 2010    | 1º dicembre 2011 |
| 81  | Inizia la partita fra Giappone e Corea nella finale del Girone Asiatico. Il Giappone segna il goal del vantaggio grazie a Shawn e Thor con il Tuono del Lupo. Darren evolve la sua Mano Insuperabile portandola al Grado 5, ma poi la Corea pareggia grazie a Claude. |                   |                  |
| 82  | Il pressing perfetto 「完全なる戦術! パーフェクトゾーンプレス!!」 - Kanzennaru senjutsu! Pāfekuto Zōn Puresu!! – "La tattica perfetta! La Perfect Zone Press!!" | 19 maggio 2010    | 2 dicembre 2011  |
| 82  | Continua la partita fra Giappone e Corea. Questa conduce per 2-1. Byron mostra la sua nuova tecnica micidiale: l'Ariete Supremo. |                   |                  |
| 83  | In piedi capitano 「たちあがれキャプテン!」 - Tachiagare kyaputen! – "In piedi, capitano!" | 26 maggio 2010    | 5 dicembre 2011  |
| 83  | La partita fra Giappone e Corea si intensifica. Nathan e Jack segnano con la loro nuova e potente tecnica, la Turbina Volante. Il terzo gol della Corea è siglato da Byron, Claude e Bryce con il Grande Chaos. |                   |                  |
| 84  | Eliminatorie: la sfida finale 「手に入れろ! 世界への切符!!」 - Teni irero! Sekai e no kippu!! – "Conquistiamolo! Il biglietto per il mondo!!" | 2 giugno 2010     | 5 dicembre 2011  |
| 84  | Il Giappone sconfigge 4-3 la Corea ed accede al Torneo Mondiale. Il terzo goal dell'Inazuma sarà fatto da Xavier con la Meteora Dirompente Livello 2 mentre il goal della vittoria sarà fatto da Axel ed Austin con la loro nuova tecnica, il Ruggito di Fuoco. Archer e Jack imparano rispettivamente l'Attacco Volante e la Montagna di Roccia mentre Mark apprende una nuova tecnica di parata più forte del Pugno di Giustizia, il Martello del Colosso.                                                                        |                   |                  |
| 85  | Inazuma sfida il mondo 「来たぜ! 世界大会!!」 - Kita ze! Sekai taikai!! – "È arrivato! Il torneo mondiale!!" | 9 giugno 2010     | 6 dicembre 2011  |
| 85  | Kevin e David prendono il posto di titolari di Shawn e Jordan, poiché infortunati. Mark incontra Nelly, la quale gli dice la verità sull'incidente causato da Dark all'Inazuma Eleven quarant'anni prima. Mark si imbatte quindi in un misterioso uomo dal berretto rosso. |                   |                  |
| 86  | La serata di gala 「驚愕! これが世界レベルだ!!」 - Kyōgaku! Kore ga sekai reberu da!! – "Shock! Questo è il livello mondiale!!" | 16 giugno 2010    | 7 dicembre 2011  |
| 86  | Mark scopre che la sua tecnica, il Martello del Colosso è insufficiente ai Mondiali. |                   |                  |
| 87  | I Cavalieri della Regina 「英国の騎士! ナイツオブクィーン!!」 - Eikoku no kishi! Naitsu obu Kwīn!! – "I cavalieri inglesi! Gli Knights of Queen!!" | 23 giugno 2010    | 8 dicembre 2011  |
| 87  | Inizia la prima battaglia ai Mondiali tra Giappone e Inghilterra. Quest'ultima è in vantaggio grazie all'Excalibur di Edgar. |                   |                  |
| 88  | L'uomo dal berretto rosso 「完成! 俺だけの必殺技!!」 - Kansei! Ore dake no hissatsu-waza!! – "Finita! La mia personale tecnica micidiale!!" | 30 giugno 2010    | 9 dicembre 2011  |
| 88  | Il Giappone sconfigge l'Inghilterra per 3-2 grazie al Soffio del Drago di Kevin, al Colpo delle Sette Spade di Austin ed al Ruggito di Fuoco di Axel e Austin. Grazie ad un suggerimento dell'uomo dal berretto rosso, Mark impara lo Scudo di Energia. |                   |                  |
| 89  | La tecnica di Darren 「ムゲン・ザ・ハンドを超えろ!」 - Mugen za Hando o koero! – "Supererò la Mano Infinita!" | 30 giugno 2010    | 12 dicembre 2011 |
| 89  | Darren cerca di imparare una sua personale tecnica micidiale che sia più potente della Mano Insuperabile. |                   |                  |
| 90  | Un fantasma dal passato 「帝国の呪縛! 前編!!」 - Teikoku no jubaku! Zenpen!! – "La maledizione della Royal! Prima parte!!" | 7 luglio 2010     | 13 dicembre 2011 |
| 90  | Jude, David e Caleb scoprono che Ray Dark è sull'isola. |                   |                  |
| 91  | Il passato ritorna! 「帝国の呪縛! 後編!!」 - Teikoku no jubaku! Kōhen!! – "La maledizione della Royal! Seconda parte!!" | 14 luglio 2010    | 14 dicembre 2011 |
| 91  | Assieme a Mark, Jude, David e Caleb decidono di aiutare Paolo, il capitano dell'Italia a battere il Team D allenato da Ray Dark per impedirgli che diventi la nuova nazionale italiana. |                   |                  |
| 92  | Che forte, l'altro Jude! 「戦慄! もう一人の「鬼道」」 - Senritsu! Mō hitori no "Kidō"!! – "Paura! Un altro "Kidō"!!" | 21 luglio 2010    | 15 dicembre 2011 |
| 92  | Inizia la partita tra la Orfeo, più Mark, Jude, David e Caleb ed il Team D capitanato da Giulio Acuto. |                   |                  |
| 93  | Lo scontro più potente 「最強対決! ペンギンVSペンギン!!」 - Saikyō taiketsu! Pengin tai Pengin!! – "Lo scontro più potente! Penguin VS Penguin!!" | 28 luglio 2010    | 16 dicembre 2011 |
| 93  | La partita finisce 2-1 per la Orfeo. Segnano Mark con la Respinta Inazuma e Jude, David e Caleb con la loro nuova tecnica, il Pinguino Imperatore n°3 . |                   |                  |
| 94  | La trappola di MR D 「立ちはだかる要塞」 - Tachihadakaru yōsai – "La fortezza che blocca la via" | 4 agosto 2010     | 19 dicembre 2011 |
| 94  | Inizia la seconda partita del Giappone. Sarà a confronto con l'Argentina. La partita non si svolge per il meglio all'inizio poiché Mark, Jude, David e Caleb sono assenti, infatti l'Argentina sigla due gol grazie alla Palla di Fuoco di Leone. |                   |                  |
| 95  | Sempre più uniti 「絶体絶命! イナズマジャパン敗北!?」 - Zettaizetsumei! Inazuma Japan haiboku!? – "Situazione disperata! L'Inazuma Japan sconfitta?!" | 11 agosto 2010    | 20 dicembre 2011 |
| 95  | L'Argentina sconfigge il Giappone per 2-1. Il goal sarà però fatto da Axel, Austin e Xavier con la loro nuova tecnica micidiale: la Fiammata Tripla. Darren impara, inoltre, la Mano di Forza. |                   |                  |
| 96  | Il segreto di Cammy 「フユッペの秘密」 - Fuyuppe no himitsu – "Il segreto di Fuyuppe" | 18 agosto 2010    | 21 dicembre 2011 |
| 96  | Mark scopre che a Camelia è stata cancellata la memoria poiché i suoi genitori erano morti in un incidente in cui poteva perdere anche lei la vita. Shawn torna in squadra e Tod, avendo subito una distorsione contro l'Argentina, cede il suo posto di titolare al compagno. |                   |                  |
| 97  | Un degno avversario 「一之瀬! 最後のキックオフ!!」 - Ichinose! Saigo no kikkuofu!! – "Ichinose! Il calcio d'inizio finale!!" | 25 agosto 2010    | 16 aprile 2012   |
| 97  | Inizia la partita fra Giappone e America, che passa in vantaggio con il Colpo di Pegaso di Erik. |                   |                  |
| 98  | Amici nemici 「全力の友情! 一之瀬VS円堂!!」 - Zenryoku no yūjō! Ichinose VS Endō!! – "L'amicizia con tutto il cuore! Ichinose VS Endō!!" | 1º settembre 2010 | 17 aprile 2012   |
| 98  | Continua la partita fra Giappone e America. Shawn e Nathan mostrano la loro nuova tecnica micidiale, Grande Vortice, per segnare il primo goal dell'Inazuma. Bobby scopre il Tuono del Vulcano Livello 2. |                   |                  |
| 99  | La determinazione di Erik! 「不死鳥の決意!」 - Fushichō no ketsui! – "La determinazione della fenice!" | 8 settembre 2010  | 18 aprile 2012   |
| 99  | La partita fra Giappone e America finisce 4-3. Gli ultimi tre goal del Giappone sono il Flusso d' Acqua di Hurley, la Fiammata Tripla di Axel, Austin e Xavier e l'Avvitamento Esplosivo di Axel. |                   |                  |
| 100 | Un incontro particolare 「奇跡! カッパとの遭遇!?」 - Kiseki! Kappa to no sōgū!? – "Miracolo! L’incontro con un kappa?!" | 15 settembre 2010 | 19 aprile 2012   |
| 100 | Xavier e Scott fanno una partita con due kappa per prepararsi alla partita contro l'Italia. |                   |                  |
| 101 | Austin trova un amico 「激突! 虎と鷹!!」 - Gekitotsu! Tora to taka!! – "Scontro! Tigre e aquila!!" | 22 settembre 2010 | 20 aprile 2012   |
| 101 | Austin impara la tecnica Calcio Radiocomandato. |                   |                  |
| 102 | La verità su Cammy 「よみがえる記憶! 冬花の真実!!」 - Yomigaeru kioku! Fuyuka no shinjitsu!! – "La memoria ritorna! La verità di Fuyuka!!" | 6 ottobre 2010    | 23 aprile 2012   |
| 102 | Il Giappone fa una partita di allenamento contro la Spagna. Finirà 1-1. Segnano Jude, David e Caleb con il Pinguino Imperatore n°3. |                   |                  |
| 103 | La resa dei conti! 「いよいよ決戦! フィディオの決意!!」 - Iyoiyo kessen! Fidio no ketsui!! – "Alla fine battaglia decisiva! La determinazione di Fidio!!" | 13 ottobre 2010   | 24 aprile 2012   |
| 103 | Inizia l'ultima partita del Giappone nel Girone A contro l'Italia. Axel e Shawn segnano il primo goal del Giappone con il Fuoco Incrociato. |                   |                  |
| 104 | La barricata impenetrabile 「最強タクティクス! カテナチオカウンター!!」 - Saikyō tactics (takutikusu)! Katenachio Kauntā!! – "La tattica più forte! Catenaccio Counter!!" | 20 ottobre 2010   | 25 aprile 2012   |
| 104 | Continua la emozionante partita fra Giappone e Italia. Il punteggio è di 1-1. Quest'ultima segna col Tiro del Ghiaccio di Raffaele Generani. |                   |                  |
| 105 | Battaglia infuocata! 「熱闘! 円堂VSフィディオ!!」 - Nettō! Endō tai Fidio!! – "Lotta feroce! Endō VS Fidio!!" | 27 ottobre 2010   | 26 aprile 2012   |
| 105 | La partita tra Italia e Giappone entra nel vivo. Axel e Austin segnano con il Ruggito di Fuoco ma il punteggio è sul 2-2 grazie alla Spada Micidiale di Paolo. |                   |                  |
| 106 | Lo scontro finale. Ray Dark!! 「最後の決戦! 影山零治!!」 - Saigo no kessen! Kageyama Reiji!! – "Battaglia finale! Reiji Kageyama!!" | 10 novembre 2010  | 27 aprile 2012   |
| 106 | La partita fra Giappone e Italia finisce sul 3-3. Entra in campo il vero capitano dell'Italia, Nakata, che segna con il suo Calcio Impavido. Jude, Caleb e David segnano l'ultimo goal con il Pinguino Imperatore n°3. Mark evolve lo Scudo di Energia nello Scudo di Energia Evoluzione per parare il Calcio Impavido di Nakata. Ray Dark muore in un incidente che sembra mortale. |                   |                  |
| 107 | Le undici regole del cuore 「じいちゃんの最後のノート!」 - Jii-chan no saigo no nōto! – "L'ultimo quaderno del nonno!" | 17 novembre 2010  | 18 giugno 2012   |
| 107 | Il Giappone e l'Italia accedono alle semifinali del Torneo Mondiale. Nel Gruppo B accedono Cotarl e Brasile. Nelly si reca temporaneamente dalla Inazuma per consegnare a Mark un quaderno con l'insegnamento più prezioso di suo nonno: le "undici regole del cuore". |                   |                  |
| 108 | La leggenda dell'isola di Liocott 「ライオコット島の伝説!」 - Raiokotto-tō no densetsu! – "La leggenda dell'isola Liocott!" | 24 novembre 2010  | 19 giugno 2012   |
| 108 | Suzette e Victoria comprano le Chiavi della Leggenda ma Victoria regalerà la sua a Celya. Suzette sarà poi rapita dalla squadra del Paradiso e Celya da quella dell'Inferno, le due leggende della Liocott Island. |                   |                  |
| 109 | Liberiamo Suzette 「天空の使徒!」 - Tenkū no Shito! – "Gli Apostoli del Cielo!" | 1º dicembre 2010  | 20 giugno 2012   |
| 109 | La squadra di Mark sconfigge la Daystar per 2-1. Segnano Paolo, membro dell'Italia, con la Spada Micidiale ed Edgar, capitano dell'Inghilterra, respingendo il Colpo Celestiale di Sael con la sua Excalibur. |                   |                  |
| 110 | Il Team Night Star 「魔界軍団Z!」 - Makai Gundan Zetto! – "L'Armata Infernale Z!" | 8 dicembre 2010   | 21 giugno 2012   |
| 110 | La squadra di Jude sconfigge la Night Star per 3-2. Segnano Dylan, bomber dell'America, con una finta, Austin con il Colpo delle Sette Spade e Jude, David e Caleb con il Pinguino Imperatore n°3. |                   |                  |
| 111 | Sfida contro Dark Star 「魔王降臨! ダークエンジェル!!」 - Maō kōrin! Dāku Enjeru!! – "L'ascesa del diavolo! Dark Angel!!" | 15 dicembre 2010  | 22 giugno 2012   |
| 111 | Undici giocatori di prima classe tra tutti sconfiggono la Dark Star per 2-1. Segnano Axel, Austin e Xavier con la Fiammata Tripla Grado 2 e Mark con la Respinta Inazuma Livello 3. Mark evolve lo Scudo di Energia Evoluzione 1 nello Scudo di Energia Potenza 2. Nelly lascia nuovamente la Inazuma, rimanendo misteriosa sulle sue motivazioni. |                   |                  |
| 112 | L'oscuro segreto del Regno 「ザ・キングダムの闇!」 - Za Kingudamu no yami! – "L'oscurità della The Kingdom!" | 22 dicembre 2010  | 25 giugno 2012   |
| 112 | L'avversario in semifinale del Giappone è il Brasile che ha sconfitto la Francia per 3-0. Mark evolve il Martello del Colosso nel Martello del Colosso V2. |                   |                  |
| 113 | Il complotto di Zoolan 「ガルシルドの陰謀!」 - Garushirudo no inbō! – "Il complotto di Garshield!" | 5 gennaio 2011    | 26 giugno 2012   |
| 113 | Inizia la semifinale tra Giappone e Brasile. |                   |                  |
| 114 | Inazuma contro Il Regno 「イナズマジャパンVSザ・キングダム」 - Inazuma Japan tai Za Kingudamu – "Inazuma Japan VS The Kingdom" | 12 gennaio 2011   | 28 giugno 2012   |
| 114 | Continua la partita fra Giappone e Brasile sul punteggio fermo sull'1-1. Il goal dell'Inazuma è stato segnato da Shawn e Thor con il Tuono del Lupo Evoluzione 1. |                   |                  |
| 115 | Sfida per la semifinale 「サッカー王国の逆襲!」 - Sakkā ōkoku no gyakushū! – "Il contrattacco del regno del calcio!" | 19 gennaio 2011   | 28 giugno 2012   |
| 115 | Il Giappone accede alla finale sconfiggendo il Brasile per 3-2. Gli ultimi due goal dell'Inazuma saranno fatti da Axel e Kevin con il Soffio Esplosivo e da Shawn e Xavier con Aurora, una nuova potentissima tecnica. |                   |                  |
| 116 | Una squadra prodigiosa 「驚異! リトルギガント!!」 - Kyōi! Ritoru Giganto!! – "Incredibile! Little Gigant!!" | 26 gennaio 2011   | 29 giugno 2012   |
| 116 | L'avversario della finale sarà il Cotarl che ha sconfitto l'Italia per 8-0. Mark e l'Inazuma scoprono scioccati che Nelly è diventata la manager dei Piccoli Giganti, mentre l'uomo dal berretto rosso ne è l'allenatore. Si viene a sapere che l'uomo dal berretto rosso è David Evans, il nonno di Mark, e che Nelly si era unita al suo team per aiutarlo a incontrare il nipote nella finale, fiduciosa che l'Inazuma sarebbe arrivata lì anche senza di lei.                                                                   |                   |                  |
| 117 | Una partita terribile 「襲撃! 究極の強化人間!!」 - Shūgeki! Kyūkyoku no kyōka ningen!! – "Attacco! L'uomo finale che si rafforza!!" | 2 febbraio 2011   | 13 luglio 2012   |
| 117 | Zoolan Rice, capo di Ray Dark ed ex-allenatore del Brasile, attacca la sede dei Piccoli Giganti con lo Zoolan Team da lui allenato. Mark scopre che l'allenatore del Cotarl è suo nonno, David Evans. Quindi, per aiutare la squadra africana, il Giappone affronta lo Zoolan Team. |                   |                  |
| 118 | Il terribile Zoolan Team 「恐怖のチームガルシルド!」 - Kyōfu no Chīmu Garushirudo! – "Il terrificante Team Garshield!" | 9 febbraio 2011   | 16 luglio 2012   |
| 118 | Grazie alle abilità tattiche di David Evans e Nelly Raimon, l'Inazuma batte lo Zoolan Team per 3-2. Segnano Axel ed Austin con il Ruggito di Fuoco, Shawn e Nathan con il Grande Vortice e Axel, Austin e Xavier con la Fiammata Tripla Grado 2. Zoolan viene definitivamente arrestato dall'agente Smith. |                   |                  |
| 119 | Il rivale più forte 「最強のライバル!」 - Saikyō no raibaru! – "Il più forte rivale!" | 16 febbraio 2011  | 17 luglio 2012   |
| 119 | Mark e suo nonno possono finalmente parlarsi. Dopo il colloquio, David Evans, come nelle sue intenzioni, chiede a Nelly di tornare con la Inazuma, per sostenere i suoi amici, ora bisognosi del suo aiuto per dare il massimo. Nonostante un po' di diffidenza iniziale, Mark, ora conscio delle sue motivazioni, e quindi il resto della squadra, la riaccolgono come loro manager. Nuovamente uniti, inizia l'allenamento del Giappone per la finale contro il Cotarl. Mark scopre la forza del suo diretto rivale Héctor Helio. |                   |                  |
| 120 | La parata suprema 「フィディオの友情大特訓!」 - Fidio no yūjō dai tokkun! – "Il grande allenamento intensivo dell’amicizia di Fidio!" | 23 febbraio 2011  | 18 luglio 2012   |
| 120 | Per aiutare il Giappone nella finale l'Italia decide di fargli un quadro completo dei movimenti e delle azioni che fanno i Piccoli Giganti. Mark cerca di imparare una nuova potentissima tecnica. |                   |                  |
| 121 | La forza del cuore 「世界一へ! 11の言葉!!」 - Sekai ichi e! Jū-ichi no kotoba!! – "Verso il numero uno del mondo! 11 parole!!" | 2 marzo 2011      | 19 luglio 2012   |
| 121 | Assieme a Jude e Xavier, Shawn si mette ad imparare una nuova tecnica. Su consiglio di Nelly i giocatori e i membri dello staff cercano di trarre nuova forza identificandosi nelle "regole del cuore". |                   |                  |
| 122 | Lo scontro finale 「イナズマジャパン最後の戦い!」 - Inazuma Japan saigo no tatakai! – "La battaglia finale dell'Inazuma Japan!" | 9 marzo 2011      | 20 luglio 2012   |
| 122 | Inizia la Finale tra Giappone e Cotarl. Questi passa in vantaggio con la Morsa Doppia di Drago mentre Héctor riesce a parare tutti i tiri della Inazuma con la sua Mano di Luce X. |                   |                  |
| 123 | La resa dei conti 「頂上決戦!! リトルギガント・前編」 - Chōjō kessen!! Ritoru Giganto - Zenpen – "Confronto decisivo!! Little Gigant - Prima parte" | 23 marzo 2011     | 23 luglio 2012   |
| 123 | Il punteggio tra Giappone e Cotarl è sull'1-1. Xavier segna con una nuova tecnica micidiale: la Scarica Stellare. Mark impara la Parata Suprema. |                   |                  |
| 124 | La finale continua 「頂上決戦!! リトルギガント・後編」 - Chōjō kessen!! Ritoru Giganto - Kōhen – "Confronto decisivo!! Little Gigant - Seconda parte" | 6 aprile 2011     | 24 luglio 2012   |
| 124 | Continua la partita tra Giappone e Cotarl. Héctor dei Piccoli Giganti segna con il Calcio Rovesciato X mentre Jude, Shawn e Xavier utilizzano il Grande Fuoco per riacciuffare il pareggio. Mark evolve la sua Parata Suprema in Parata Suprema Grado 2. |                   |                  |
| 125 | Il verdetto finale 「ついに決着! 世界一!!」 - Tsuini kecchaku! Sekai ichi!! – "Finalmente la conclusione! Numero uno del mondo!!" | 13 aprile 2011    | 25 luglio 2012   |
| 125 | La partita fra Giappone e Cotarl termina sul 3-2. L'Inazuma Japan vince grazie alla tecnica di Mark, Axel e Austin: la Scia Tripla. Mark evolve la sua Parata Suprema Grado 2 in Parata Suprema Grado 3. |                   |                  |
| 126 | Il giorno del diploma 「涙の卒業式!」 - Namida no sotsugyō-shiki! – "Cerimonia di diploma lacrimosa!" | 20 aprile 2011    | 26 luglio 2012   |
| 126 | Mark, Silvia, Austin e Axel tornano insieme a scuola dove verranno consegnati i diplomi. Questo sarà l'ultimo giorno alla Raimon per loro. |                   |                  |
| 127 | Pensando al domani 「明日へのキックオフ!」 - Ashita e no kikkuofu! – "Il calcio d'inizio verso il domani!" | 27 aprile 2011    | 27 luglio 2012   |
| 127 | Inizia una partita tra la Raimon Originale e la "Nuova Raimon" che finirà 0-0 poiché entrambe le squadre hanno giocato alla pari. |                   |                  |